# Beluga F-Serie
Die F-Serie ist eine Klasse von Mehrzweckschiffen der ehemaligen Bremer Schwergutreederei Beluga Shipping.

## Geschichte
Der Schiffsentwurf wurde von der Werft Volharding Shipyards in Westerbroek als Mehrzweck-Schwergutfrachtschiff mit achtern angeordnetem Deckshaus und drei Laderäumen ausgelegt. Der Bau der Schiffe erfolgte auf drei verschiedenen chinesischen Werften. Die Bezeichnung der Schiffsserie ergibt sich aus den Schiffsnamen, die während des Betriebs durch die Beluga-Reederei aus einem vorangestellten „Beluga“ und einem nachfolgenden mit dem Buchstaben „F“ beginnenden Begriff bestanden. Die Serie ist in drei Varianten mit den Bezeichnungen E-240, E-300 und E-360 unterteilt, aus deren nachgestellter Zahl sich die Krankapazität der Schiffe im gekoppelten Betrieb ergibt. Nach dem Zusammenbruch der Beluga-Gruppe wurden die Schiffe der F-Serie veräußert und werden inzwischen in verschiedenen anderen Reedereien betrieben. Bei der Schwergutreederei Hansa Heavy Lift, die aus der Beluga-Reederei hervorging, behielten die von Beluga übernommenen Schiffe dieser Serie die Bezeichnung F-Serie. Die an die Reederei Spliethoff verkauften Schiffe bilden dort einen Teil des H-Typs.
Die Schiffe der vorher gebauten Beluga E-Serie, der BBC Campana-Klasse, BBC Maine-Klasse und BBC Carolina-Klasse zählen zum selben Schiffsentwurf, verfügen aber zum Teil über eine abweichende Krankapazität.
Die Schiffe werden in der Hauptsache in der weltweiten Fahrt für den Transport von Schwergut, Massenstückgut, kleineren Projektladungen oder Containern eingesetzt.

### Nordostpassage
Im Jahr 2009 nutzten zwei Schiffe der Serie, die Beluga Fraternity und Beluga Foresight, auf ihrer Reise von Wladiwostok über den sibirischen Hafen Nowy Port nach Europa die Nordostpassage. Es war die erste Reise westlicher Handelsschiffe seit der Fahrt des finnischen Tankers Uikku im Jahr 1997.

### Kaperung derBeluga Fortune
Am 23. Oktober 2010 befand sich die Beluga Fortune etwa 1200 Seemeilen östlich des Hafens Mombasa auf einer Reise von den Vereinigten Arabischen Emiraten nach Richards Bay, als es von somalischen Piraten überfallen und gekapert wurde. Das Schiff setzte um 07.08 Uhr (MESZ) einen Notruf ab, die zwölfköpfige Besatzung stoppte das Schiff und verschanzte sich anschließend in einem Sicherheitsraum. Einige Stunden später traf die britische Fregatte HMS Montrose beim überfallenen Frachter ein, woraufhin die Piraten flohen und die Beluga Fortune ihre Reise nach Richards Bay fortsetzen konnte.

## Technik
Der Rauminhalt der drei Laderäume beträgt insgesamt 15.952 m3, bei Mitnahme der herausnehmbaren Zwischendeckselemente verbleibt ein Rauminhalt von 14.856 m3. Die Tankdecke ist für Belastungen von 16 Tonnen/m2 ausgelegt und für den Ladungsumschlag mit Greifern verstärkt. Die versetzbaren Zwischendecks können mit vier Tonnen/m2 belastet werden, die Lukendeckel mit 1,75 Tonnen/m2. Die Containerkapazität beträgt 673 TEU. Die Schiffe sind mit zwei an Backbord angebrachten elektrohydraulischen NMF-Schiffskränen ausgerüstet, deren Hubvermögen variantenabhängig jeweils 120, 150 oder 180 Tonnen beträgt. Im gekoppelten Betrieb können daher variantenabhängig Kolli von bis zu 240, 300 oder 360 Tonnen bewegt werden. Die Laderäume der Schiffe werden mit hydraulisch bedienten Faltlukendeckeln verschlossen.
Der Antrieb der Schiffe besteht aus einem Viertakt-Dieselmotor des Typs MaK 6M43 mit 5400 kW Leistung, der über ein Untersetzungsgetriebe auf einen Verstellpropeller und einen Wellengenerator mit 875 kVA Leistung wirkt. Die Schiffe erreichen eine Geschwindigkeit von etwa 15 Knoten. Weiterhin stehen drei Hilfsdiesel mit jeweils 493 kVA Leistung und ein Notdiesel mit 124 kVA Leistung zur Verfügung. Die An- und Ablegemanöver werden durch ein Bugstrahlruder unterstützt.

## Die Schiffe
| Beluga F-Serie               | Beluga F-Serie | Beluga F-Serie                      | Beluga F-Serie | Beluga F-Serie  | Beluga F-Serie                                              | Beluga F-Serie |
| Bauname                      | Ausführung     | Bauwerft/Baunummer                  | IMO-Nummer     | Ablieferung     | Auftraggeber                                                | Umbenennungen und Verbleib |
| ---------------------------- | -------------- | ----------------------------------- | -------------- | --------------- | ----------------------------------------------------------- | --- |
| Jasper                       | F-240          | Qingshan Shipyard/QS2004 0303       | 9349289        | Juni 2006       | Krey Schiffahrt Westkap Shipping Company                    | 2006 Beluga Federation, 2011 Jasper, 2011 Frida Scan, 2013 Thorco Diva, 2015 BBC Nevada, 2018 Ocean Might, 2019 Maliy B.S., 2022 Lady D                                |
| Amber                        | F-240          | Qingshan Shipyard/QS2004 0304       | 9349291        | Oktober 2006    | Beluga Shipping, Bremen Reederei Freese, Stade              | 2006 Beluga Foundation, 2011 Opal Gallant, 2011 Freya Scan, 2013 Thorco Denmark, 2015 Amber, 2016 BBC Kansas, 2020 Victory Shine, 2020 Viktoria Shain, 2022 Anastasiia |
| Beluga Fusion                | F-240          | Jiangzhou Union Shipbuilding/JU001  | 9358046        | September 2006  | Reederei Elbe Shipping, Drochtersen                         | 2011 BBC Steinhoeft, 2018 Meratus Project 3 |
| Beluga Function              | F-240          | Jiangzhou Union Shipbuilding/JU002  | 9358058        | April 2007      | Beluga Shipping, Bremen Reederei Elbe Shipping, Drochtersen | 2011 BBC Steinwall, 2017 Gallia, 2019 Diana |
| Beluga Fortification         | F-240          | Jiangzhou Union Shipbuilding/JZ1001 | 9363534        | Mai 2007        | Beluga Shipping, Bremen Desgagnés Transport, Quebec         | 2007 Rosaire A. Desgagnés |
| Beluga Fascination           | F-240          | Qingshan Shipyard/QS2004 0305       | 9358022        | Januar 2007     | Beluga Shipping, Bremen                                     | 2011 Pride Of Madrid, 2011 Thorco Highlander, 2012 BBC Maple Lotta, 2018 Maple Lotta, 2018 Lotta Auerbach, 2022 Pacific Endeavour                                      |
| Beluga Formation             | F-240          | CSC Jiangdong Shipyard/JD12000-5    | 9384320        | April 2007      | Beluga Shipping, Bremen Hermann Buss, Leer                  | 2011 Formation, 2014 Thorco Diamond, 2015 BBC Manitoba, 2018 Thorco Dane, 2018 BBC Manitoba, 2022 UAL Manitoba                                                         |
| Beluga Flirtation            | F-240          | Qingshan Shipyard/QS2004 0306       | 9358034        | Mai 2007        | Beluga Shipping, Bremen                                     | 2011 Thorco Horizon, 2012 Maple Lea, 2015 BBC Maple Lea, 2018 Maple Lea, 2018 Lea Auerbach, 2021 Sasco Aldan                                                           |
| Beluga Favourisation         | F-240          | Jiangzhou Union Shipbuilding/JZ1002 | 9363546        | Oktober 2007    | Beluga Shipping, Bremen Hammonia Reederei, Hamburg          | 2011 HR Favourisation, 2015 Favourisation, 2018 Lily Auerbach, 2022 Tasman Chief, 2023 Pacific Excellence                                                              |
| Beluga Fiction               | F-240          | CSC Jiangdong Shipyard/JD12000-6    | 9402031        | Juni 2007       | Beluga Shipping, Bremen Hermann Buss, Leer                  | 2011 Fiction, 2011 BBC Quebec, 2018 Thorco Delta, 2019 BBC Quebec, 2021 Fesco Olga                                                                                     |
| Beluga Fighter               | F-300          | Qingshan Shipyard/QS2004 0307       | 9388883        | Oktober 2007    | Beluga Shipping, Bremen Dutch Fraternization                | 2011 Heino, 2011 BBC Texas, 2016 Heino, 2020 BBC Texas |
| Beluga Fanfare               | F-300          | Qingshan Shipyard/QS2004 0308       | 9388895        | Dezember 2007   | Beluga Shipping, Bremen Peter Döhle, Hamburg                | 2011 Fanfare, 2018 Louise Auerbach |
| Beluga Finesse               | F-300          | Qingshan Shipyard/QS2004 0309       | 9388900        | Februar 2008    | Beluga Shipping, Bremen Dutch Finesse                       | 2011 Finesse, 2018 Lisa Auerbach, 2023 BBC Dakota |
| Beluga Foresight             | F-300          | Qingshan Shipyard/QS2004 0310       | 9388912        | Mai 2008        | Beluga Shipping, Bremen Peter Döhle, Hamburg                | 2011 Foresight, 2018 Leanne Auerbach, 2022 Pacific Fortune |
| Beluga Family                | F-300          | Jiangzhou Union Shipbuilding/JZ1003 | 9381392        | Dezember 2007   | Beluga Shipping, Bremen                                     | 2011 Volga, 2011 HHL Volga, 2017 Maple Liv, 2020 Liv Auerbach, 2022 Pacific Fortitude                                                                                  |
| Beluga Fantastic             | F-300          | CSC Jiangdong Shipyard/JD12000-7    | 9402043        | September 2007  | Beluga Shipping, Bremen Hermann Buss, Leer                  | 2011 Fantastic, 2011 BBC Carolina, 2022 CPC Carolina |
| Beluga Felicity              | F-360          | Jiangzhou Union Shipbuilding/JZ1004 | 9435026        | Juni 2008       | Beluga Shipping, Bremen Briese Schiffahrt, Leer             | 2011 BBC Tennessee, 2019 Coe Luisa, 2020 BBC Tennessee, 2022 COE Luisa                                                                                                 |
| Beluga Fraternity            | F-360          | CSC Jiangdong Shipyard/JD12000-8    | 9402055        | Februar 2008    | Beluga Shipping, Bremen Hermann Buss, Leer                  | 2011 Fraternity, 2011 BBC California, 2021 California, 2023 RMS Fraternity                                                                                             |
| Beluga Fortune               | F-360          | Qingshan Shipyard/QS20060301        | 9402067        | 11. August 2008 | Beluga Shipping, Bremen                                     | 2011 Fortune, 2018 BBC Fortune, 2018 BF Lara, 2020 Gwen |
| Beluga Fortitude             | F-360          | Qingshan Shipyard/QS20060302        | 9402079        | Oktober 2008    | Beluga Shipping, Bremen Peter Döhle, Hamburg                | 2011 Fortitude, 2011 Opal Grace, 2011 Fortitude, 2018 UAL Fortitude |
| Beluga Freedom               | F-360          | Qingshan Shipyard/QS20060303        | 9402081        | Januar 2009     | Beluga Shipping, Bremen Desgagnés Transport, Quebec         | 2009 Zélada Desgagnés |
| Beluga Festivity             | F-360          | Qingshan Shipyard/QS20060304        | 9402093        | Februar 2009    | Beluga Shipping, Bremen Desgagnés Transport, Quebec         | 2009 Sedna Desgagnés |
| Beluga Fidelity              | F-360          | Jiangzhou Union Shipbuilding/JZ1005 | 9435753        | Januar 2009     | Beluga Shipping, Bremen                                     | 2011 HHL Amur, 2019 Heerengracht |
| Beluga Frequency             | F-360          | Qingshan Shipyard/QS20060309        | 9437309        | August 2009     | Beluga Shipping, Bremen Hammonia Reederei, Hamburg          | 2011 HR Frequency, 2015 ABB Vanessa |
| Beluga Faculty               | F-360          | CSC Jiangdong Shipyard/JD12000-13   | 9443669        | August 2009     | Beluga Shipping, Bremen                                     | 2011 HHL Nile, 2016 Heemskerkgracht |
| Beluga Fantasy               | F-360          | Jiangzhou Union Shipbuilding/JZ1006 | 9435765        | August 2009     | Beluga Shipping, Bremen                                     | 2011 OXL Fantasy, 2011 HHL Mississippi, 2019 Houtmangracht |
| Beluga Facility              | F-360          | Qingshan Shipyard/QS20060310        | 9437311        | November 2009   | Beluga Shipping, Bremen Hammonia Reederei, Hamburg          | 2011 HR Facility, 2015 ABB Felina, 2018 Oslo Fjord 1, 2019 Janis |
| Beluga Fairy                 | F-360          | CSC Jiangdong Shipyard/JD12000-14   | 9466996        | Dezember 2009   | Beluga Shipping, Bremen                                     | 2011 HHL Amazon, 2016 Hemgracht, 2017 Nunalik |
| Beluga Fealty                | F-360          | CSC Jiangdong Shipyard/JD12000-19   | 9467005        | 2011            | Beluga Shipping, Bremen                                     | 2011 HHL Congo, 2018 Josef, 2023 Olivia |
| Beluga Feasibility           | F-360          | CSC Jiangdong Shipyard/JD12000-20   | 9467017        | Februar 2011    | Beluga Shipping, Bremen                                     | 2011 HHL Rhine, 2017 Sophia |
| Beluga Finality              | F-360          | CSC Jiangdong Shipyard/JD12000-21   | 9467029        | -               | Beluga Shipping, Bremen                                     | wurde in Auftrag gegeben, aber nicht gebaut |
| Beluga Fluency               | F-360          | CSC Jiangdong Shipyard/JD12000-22   | 9467031        | -               | Beluga Shipping, Bremen                                     | wurde in Auftrag gegeben, aber nicht gebaut |
| Beluga Modification          | F-360          | Jiangzhou Union Shipbuilding/JZ1017 | 9468085        | April 2010      | Beluga Shipping, Bremen                                     | 2010 Beluga Faith, 2011 Alina, 2020 Alanis |
| Beluga Motion                | F-360          | Jiangzhou Union Shipbuilding/JZ1018 | 9468097        | Juli 2010       | Beluga Shipping, Bremen Gebrüder Ahrens, Grünendeich        | 2010 Beluga Festival, 2011 Rike, 2020 Annie |
| Beluga Maturity              | F-360          | Jiangzhou Shipyard/JZ1019           | 9468102        | November 2010   | Beluga Shipping, Bremen Reederei Elbe Shipping, Drochtersen | 2010 Beluga Firmament, 2011 BBC Celina, 2015 BBC Alberta |
| Beluga Majority              | F-360          | Jiangzhou Union Shipbuilding/JZ1020 | 9468114        | Januar 2011     | Beluga Shipping, Bremen                                     | 2011 Beluga Flashlight, 2011 BBC Idaho, 2014 Iskandar, 2015 Idaho, 2016 BBC Utah, 2024 Ukpik                                                                           |
| Daten: Equasis, grosstonnage |                |                                     |                |                 |                                                             | |